# Modo
modo是一款高级多边形细分曲面，建模、雕刻、3D绘画、动画与渲染的综合性3D软件。最初由“Luxology, LLC”设计，目前为合并后的公司“Foundry”设计并维护。该软件于2024年11月26日释出最终版17.1v1前夕，Foundry宣布将终结相关开发，并对软件订阅使用者提供10年期免费授权，后经用户代表与所有者商议后，为软件拥有者提供无限期终身免费授权。
该软件具备许多高级技术，诸如N-gons（允许存在边数为任意边的多边形），多层次的3D绘画与边权重工具，可以运行在苹果的Mac OS X与微软的Microsoft Windows以及Linux操作平台。

## 历史
modo来自于原Lightwave 3D的核心开发团队，他们离开NewTek后成立的公司就是Luxology，初始总部位于美国加利福尼亚州北部城市圣马蒂奥（San Mateo, California），后于2009年9月16日移至山景城（Mountain View, California）。
- 2001年，隶属NewTek公司Lightwave的核心工程师们决心要彻底重写该软件的工作流程与技术层，这与NetTek高级主管层发生了严重分歧，并最终导致了时任公司副总、三维软件部门领导者的Brad Peebler，离开NewTek公司并组建成立Luxology，和他一起的还有Allen Hastings与Stuart Ferguson，均为Lightwave软件的核心研发工程师。

- 经过了三年多时间的研发工作，Luxology成功完成了新一代三维软件的技术层，这就是NEXUS，而modo正是NEXUS的前端应用软件。modo首次亮相于SIGGRAPH计算机图形专业组织2004年会，并于该年度9月发行了第一个版本。2005年4月，业界许多顶级视觉特效工作室宣布将modo整合到他们的生产流程中，包括Digital Domain，Pixar、id Software、Eden FX、Studio ArtFX、The Embassy Visual Effects、Naked Sky Entertainment，Spinoff Studios。

- 在Siggraph 2005年大会上，modo 201被首次披露。Luxology在modo201中引入了业界最前沿的3D绘画技术（类似于ZBrush、BodyPaint 3D），拥有多层材质混合技术，并加入了如之前Lightwave中所见，但要更加出众的渲染技术，包括：基于物理特性的及时渲染系统，真实的光学效果，各向异性的漫反射与渲染物体副本等功能。2006年5月24日，modo201如期发布并提供了许多超越之前版本的高级功能。modo 202屏幕截图

modo 202屏幕截图

- modo201赢得了Apple Design Awards苹果2006年度的最佳图形应用软件奖。在2006年10月，modo又赢得了英国苹果用户杂志（MacUser UK magazine）的最佳三维动画软件奖。2007年1月，modo赢得了游戏开发者前沿大会（Game Developer Frontline Award）颁发的最佳艺术工具奖。

- modo202于2006年8月1日发布。202提供了更加快速的渲染与一些新的工具（例如厚度工具）。同时加入了30天试用版以供更多人有所选择。

- 在2007年3月，Luxology宣布了modo203并为之前的20X用户免费升级，它包含了新的UV编辑工具，更快速的渲染与新的dxf文件转换插件。

- modo301于2007年9月10日发布，增加了动画与雕刻工具组。动画工具包含有可调整的相机、灯光、变形控制与可被引入的mdd几何模型驱动。雕刻功能可以作用于模型，也可作用于矢量置换贴图，更可以将二者合成。

- 2008年4月3日，modo302发行，包含有一些新的工具，更佳的渲染与动画功能以及新的地理日光与物理天空系统，同样的也对于之前的301用户免费升级。此后，Luxology又向302用户提供了免费的插件，用于Google的SketchUp6的skp格式文件转换，以及用于犀牛（Rhinoceros 3D）或是Moi的3DM格式文件的转换。

- 2009年6月18日，modo401问世（版本号31381）。modo401增加了毛/发建模渲染、体积光、物件/渲染复制器replicators、焦散等诸多新特性；提供了新型的即时渲染预览引擎；还包含全面增强的动画模组：管理/绑定物件，自定义通道约束等功能。除此之外，modo401建立起一套基于preset的全面的整合数据系统，用以加快工作流程。

- 2009年7月24日，modo401 sp1出生（版本号31886）。因为仅修复bug没有新功能，所以这也是luxology首次公开以sp形式来更新版本；接下来的10月6日，modo401 sp2释出（版本号32834）;10月21日，修正相机错误的modo401 sp2（版本号33252）出炉，进一步提高了软件的稳定性。

- 2010年11月16日，modo 501发布，同时引入的新功能包括Pixar Subdivision Surfaces,绑定用方案视图以及首次Mac平台的64位软件版本。

- 2012年2月29日，modo601发布，这一版本增加了更多角色动画相关的工具，且集成了动力学模拟功能，提供了重拓扑建模工具，增加了较为完整的体积渲染特性。

- 2013年3月25日，modo701发布，modo首次引入了完整的粒子模块，结合改进的动力学，成为VFX领域的常用建模工具。与此同时，细分曲面专用的布尔运算模块Meshfusion（网格融合）作为第二方插件推出。并提供了新型多重分辨率细分曲面雕刻模式。

- 2014年4月25日，modo801发布，这是在Luxology与The Foundry公司合并后共同开发的一版，配合其他产品线，对色彩管理进行了完整升级，对接NUKE；对多象限UV功能提供了完整支持，对接Mari；并提供了新型节点化材质着色工作流程。

- 2015年5月27日，modo901发布，初步完整地集成了meshfusion这个细分曲面用的布尔运算模块，成为内置功能。MODO在这一版全面改进了其渲染器功能。其离线渲染器，全面采用迪斯尼发布的标准GTR物理渲染模型，基于标准PBS（基于物理的渲染着色），引入并兼容游戏开发领域两大着色器（虚幻引擎、Unity引擎），极大拓展了游戏开发领域的配套功能；其即时渲染器由modo和mari两个产品团队合作共同开发，形成了CPU计算，GPU辅助采样的新型RT渲染引擎。同时，901在原有的视图模式基础上，将传统的高级OpenGL视图正式改为默认视图DVP，并提供了由GPU加速的高级视图AVP，支持游戏引擎标准的即时渲染特性，也为游戏开发领域的视觉工作提供了方便。

- 2016年4月6日，modo10.0v1发布，MODO开启了一个全新阶段的开发，全面开辟新的参数化程序建模模式Mesh Ops，将传统的直接建模经验带入新的程序化建模领域，并对meshfusion等传统模块完成格式修改与整合。

- 2017年4月15日，modo11.0v1发布，MODO聚焦于参数化程序建模的大量拓展，同时开始重整代码，强调开箱即用的体验，从这一版开始，官方施行一年多更的方案，更多新功能、更多拓展的更新将会随着开发陆续更新而不再等待大版本号更新推出，此举意味着对订阅用户持之以恒的开发支持。

- 2018年3月27日，modo12.0v1发布，MODO在继续参数程序建模的开发同时，全面重整界面开发流程，并成为VR领域的建模利器。

- 2019年3月26日，modo13.0v1发布，MODO完成了第一阶段的参数化程序建模基础工作，且对传统工具、界面进行了全面整理，更加聚焦于建模工作，并使得作为工作平台的稳定性获得极大提升。
- 2020年3月17日，modo14.0v1发布，MODO进入内核技术更新最后阶段，除了对常用工具的提升，改良并新增了建模命令的相关算法；参数化程序建模继续深入UV映射领域，令动画与视口性能获得显著提升；添加相机标记画笔利于广泛协作，简化PBR纹理流程，初步纳入USD工作流程。
- 2021年3月16日，modo15.0v1发布，MODO采用全新Nexus2000内核。作为底层技术更新后的第一年，开始对传统操作逻辑进行重大提升式更新。包括全新的网格融合流程，OmniHaul方式的快捷命令交互，让建模与变形动画控制体验更加统一，且显著提升交互效率；曲线与集合体迎来各自的布尔算法，在参数化程序领域极大简化了步骤和效率；全面引入几何复杂度代理与延迟变形系统，克服了性能瓶颈。
- 2022年4月27日,modo16.0v1发布,MODO在改良程序建模与网格融合的同时,全面增强着色渲染相关功能,并将初步完成混合渲染架构中的GPU硬件着色部分。
- 2024年3月1日，modo17.0v1发布，MODO初步完成了全新内核的Item Object部分，性能提升2~40倍不等，并官方集成Adobe Substance纹理插件与OTOY的Octane Prime渲染器，获得全世界最高效的建模、纹理与渲染一条龙功能。
- 2024年11月7日当晚，MODO产品母公司Foundry向外界宣布MODO终止开发的公告：随后，年内的17.1成为该产品的最终版，同年12月底关闭MODO的官方论坛功能。产品支持服务仅维持在接下来的一年至2025年终，届时MODO产品所有的支持页面、下载、资源等官方服务页面也将全部下线。官方产品经理与开发团队将会逐步撤离本产品的开发工作，他们建议用户到Dicord上的Pixel Fondue小组寻求永久性的社区帮助。

modo问世以来，被应用在很多著名的影视作品，例如小银幕上HBO巨作Roma，大银幕上的《绝密飞行》Stealth，《别惹蚂蚁》Ant Bully，《机器人瓦里》Wall-E以及新片UP；也包含有很多游戏作品，例如Sega的新作《战斧》Golden Axe，瑞典开发商Massive Entertainment的《冲突世界》world in conflict，以及id Software的力作Rage及其后续的一系列《毁灭战士》系列。
如今的modo，已经是美国电影工业内各大厂的概念设计环节、预制片流程标准模型资产生产的三维模型创作核心软件，从《星球大战》到《沙丘》；从《蜘蛛侠：平行宇宙》到《心灵奇旅》，无论是任何风格题材项目，在不同VFX视觉特效工作室中，MODO都已成长为大型项目建模环节的实际标准之一。
与此同时，MODO因其集成统一高效的特征，在全球游戏行业第一线项目中继续扩大影响力，为无数一流项目中的资深艺术家服务，是高级艺术家保持“高质与高量”的生产力利器，MODO 10代之后引入的程序建模系统，更是将批量建模效率推向极致——可用于海量的原创模型资产。
- 例如Valve划时代的虚拟现实(VR)作品《半衰期：爱莉克斯》，无论原创还是扫描建模流程均可在MODO中完成规格统一的成果；
- Gearbox软件旗下内容宏大、海量、充满无数创意趣味内容的《无主之地》系列。当然，在与贝塞斯达软件公司同集团下各一线大作都少不了MODO的身影。

MODO不止用于大型游戏工作室的大型项目，对于人数和成本规模有限的小型工作室，MODO因其效率提升带来的竞争优势和价值提升，比大型工作室来得更加明显。
- 瑞典独立小厂霧影工作室从成立以来各场景舞台关卡用模型资产均由MODO建造管理，包括其全球大获成功的TGA年度游戏《双人成行》系列；
- 同样瑞典更小的Neon Giant全公司仅凭11人完成《上行战场》数量庞大到惊人的原创模型材质纹理资产，其美术品质与细节数量，远超同期世界级大厂产品。
- 从小型开发者逐渐成长为大型上市开发/发行商的波兰开发商CDPR，其野心之作《Cyberpunk 2077》系列中的部分重要角色、典藏武器及部分载具，也离不开MODO资深艺术家优质高效的创作。

——以上这些成功的项目实践一再证明，MODO总能为艺术家带来更高的生产效率与质量，相比同项目内使用其他工具的创作者有着肉眼可见的巨幅提升。

## 工作流程
modo的工作流程迥异于目前绝大多数三维软件，他的基本设计原则是简明、灵活、清晰、直观。不同于Maya或是3ds Max那种需要学习并面对大量的边栏工具与参数的主流软件，modo艺术家们往往会奇异的使用更加小巧的工具进行组合，例如将工具命令（Tool）、动作中心（Action Center）、应用范围（Falloff）、捕捉（Snap）等进行叠合，形成高度变化而灵活的独创工具（Tool Pipe）。与此特征相适应的，就是modo可以高度自定义所有的界面UI，所有的快捷键，并允许高度自由的组合，以便适应用户的工作习惯。

### 动作中心Action Center
modo允许一位艺术家做出选择：可以选取一个工具并确定“枢轴点”（pivot point）再编辑；也可以直接执行动作命令，随时通过任意的一个点击即可变化动作命令的中心。因此，modo避免了让艺术家总要不时地分离“确定作用点”模式的烦恼。不仅如此，艺术家们可以通过作用中心（Center）与轴向（Axis）两种方式的分解与组合，进一步依据选择集/元素自身的特征进行顺心而精确的操作。

### 应用范围衰减
任何工具均可以与自定的应用范围进行组合。应用范围Falloff定义了编辑命令的影响与力度。例如将放射状（Radial）和尺寸缩放工具一起使用，范围Falloff定义到中心，那么几何体在中心的部分很可能更趋近于球形，而在Radial以外的部分却没什么影响。又例如使用线性（Linear）的作用下，命令工具会根据范围Falloff定义而呈现渐变性质的影响效果，诸如此类不胜枚举。
试想一种情况，假设在一个8X8的方形平面，如果要将其编辑成一座山，Maya用户需要用专门的凸起工具或是软编辑命令来逐一升起多边形的中心，不断地调节其与周边点的关系已达到更自然的过渡。而一位modo艺术家仅需要使用最基础的移动工具，配合一个放射状（Radial）的范围Falloff，就可以顺利完成不同升起率之间的自然过渡。在此，modo更强调基本工具的频繁使用，这就意味着只记忆更少量的选择工具与命令工具，组合替代了无数“专用的工具”，以避免使用者不断陷入到“工具命令的纷繁记忆”中。这种方式甚至可以应付很多突发/独特的3D创作需要，在面临特殊问题时，无需专门工具即可高效率而具创造性地解决某些技术难题。

## 三维绘画
modo允许艺术家直接在三维物体上或是其代理物体上的进行表面绘画。绘画系统也由多种工具组合而成，例如喷笔（Airbrush）、克隆笔刷（Clone）、涂抹（Smudge）、模糊笔刷（Blur）等，也可以进一步订制各种笔刷形状（例如，软边、硬边或是程序纹理等等）。最近的版本还加入了墨ink的功能——最有趣的当属以图片作为墨——意味着你可以将图片直接划到3d模型上。并且完全支持压感笔绘画。绘画的成果可以存成像素图片并直接加入到modo的渲染所用的Shader Tree（明暗器树）中。因此，你可以直接画一个贴图将其定义为凹凸纹理（Bump），并在工作视图中实时看到其效果。

## 渲染
modo的渲染器充分支持多核心多线程，并且其渲染效率会随着核心/线程数量以近乎直线的比率提升。这就是说modo可以充分利用更多线程/核心的计算资源进行近似于效率“翻倍”的渲染工作。modo可以提供局域网内多达50台电脑的联机节点式渲染（每个节点可默认直接支持32个渲染模块），这一切仅仅需要一个标准单机版授权的modo，无需购置其他的模组。
对于一个复杂的场景，无论使用多么快速的机器，用户都必须长时间的反复调整以达到最理想效果。于是，modo在默认渲染器以外还提供了一个交互式的及时渲染预览器。目前版本该预览器同样支持多核心。与默认渲染器相比，预览器尽管会牺牲一些细节的精确，但是仍然能提供相当出色而真实的精度以供调试使用，其效果远超出了以往的3d软件中那些昂贵的专用硬件明暗器。用户可以自定预览面板，与其他的UI组合使用，既可以控制预览器是否在背景状态下继续提高预览精度，又可以在编辑模型的前后暂停/重启。这就意味着你可以在最短的时间内对整个场景进行完整的预览与调整，大大提升工作效率。
modo的材质组织，是极为独特的基于树状的明暗器结构Shader Tree，如同Photoshop那样的层级式，而非其他渲染器越来越普遍采用的节点式。在很多常用的参数上仅一个材质material即可完成，而附加的程序材质或贴图可以作为特定的效果图层相互混合相互影响。从而在很多时候能大大简化材质面板的操作界面与操作元素，有利于用户的理解、管理、比较与移植。

## 典型特性
- Photo-realistic renderer强大的照片级渲染工具
- N-gon modeling and rendering（允许大于四边的多边形出现）
- Tool Pipe for creating customized tools叠合式工具允许创造出自定义命令
- Edges and Edge Weighting边权重工具
- Macros 宏指令
- Scripting（Perl, Python, LUA）命令脚本支持Perl、Python与LUA语言
- Customizable User Interface自定义用户界面
- Extensive file input and output including X3D file export多种多边形数据文件格式的输出与输入

### 建模工具特性
- Mesh Instancing物体副本
- Mesh Paint Tool物体绘画工具
- Solid Sketch实体手绘
- Edge Slide边滑移
- Polygon Reduction Tool多边形减面工具
- Reference Layers参考层
- Sketch Bevel手绘凸起体
- Loop Slice环切割
- Flex tool（for mesh posing）柔性编辑工具（用于物体姿态）
- Morph Tool变形工具
- N-Gon SDS超多边形细分曲面
- 1-Click Macro Recording一键式宏命令录制
- LUA, Python and/or Perl; Scripting Engines脚本引擎可使用LUA\Perl\Python三种语言
- Bridge Tool桥接工具
- High-Speed OpenGL Navigation高速OpenGL编辑界面
- Extensive Falloff System Including Path and Lasso广泛的作用范围系统，包含有路径与索套
- Complete Input Remapping of Mouse and Keyboard完全自定义键盘鼠标操作
- Smooth UV Interpolation on SDS Meshes在细分曲面模型上插值平滑UV
- Integrated Learning System完整的学习系统
- Tool Pipe – Enabling new levels of control on falloff and tool customization高度自定义的叠合工具组

### 雕刻工具特性
- Mesh-based sculpting 基于模型面的多边形雕刻
- Image-based sculpting 基于贴图的SDS细分曲面雕刻
- Multi-Resolution sculpting 基于多边形细分曲面的曲面雕刻并支持雕刻图层功能
- Push tool推工具
- Smooth tool平滑工具
- Carve tool切割工具
- Flatten tool平整工具
- Fold tool夹形波纹工具
- Inflate tool膨胀工具
- Smudge tool涂抹工具
- Move tool移动工具
- Tangent Pinch tool/Center Pinch tool掐紧工具/中心缩紧工具
- Spin tool旋压工具
- Emboss tool浮凸工具
- Image ink（sculpt with image）图片墨迹（用图片雕刻）
- Brushes and brush editor/browser笔刷编辑与浏览器
- Attenuate Tool稀薄工具（专用于减弱贴图雕刻的细节）
- Spline-based strokes are supported支持线性画笔

### 绘图与纹理工具特性
- Advanced Procedural Textures高级程序纹理
- Control micropolygon tessellation via any one or combination of multiple texture layers可控多层材质混合下的的微面镶嵌
- Real-Time Bump Map Painting实时凹凸贴图绘画
- Procedural Painting程序纹理绘画
- Parametric ink leverages 3D data to modulate attributes参数墨绘画可微调三维特征
- Control painting tools with modeling falloffs建模常用的作用范围同样可以配合控制绘画工具
- Jitter Nozzle抖动绘画
- Image Based Brushes and Inks基于图片的笔刷与墨
- Shader tree树状结构明暗器

### 动画工具特性
- Animate virtually any item's properties（geometry, camera, lights）可对任何物体（几何体\相机\灯光）的属性编制动画
- Graph editor with animation curve manipulation曲线变换式动画图表
- Auto key option自动关键帧
- Time system can be frames, seconds, SMPTE or film code时间系统可设定为帧\秒\同步码或是影片代码
- Morph target animation以变形状态作为目标关键帧的过渡动画
- Reads MDD files from other animation systems从其他动画系统读入模型变化驱动
- Track View物体属性轨道式浏览表

### 渲染工具特性
- Global Illumination全局照明
- Physical Sun and Sky物理天空与地理日光
- Advanced Procedural Textures高级程序参数化材质
- Control micropolygon tessellation via any one or combination of multiple texture layers控制微多边形的多层混合镶嵌
- Control painting tools with modeling falloffs建模流程中的Falloff也可用于绘画工具
- Displacement Rendering置换渲染
- Interactive Renderer Preview交互式渲染预览器
- Orthographic Rendering投影图渲染（无透视变形）
- IEEE Floating Point Accuracy高精度浮点
- Transparency（can vary with Absorption Distance）透明材质
- Subsurface scattering次表面散射
- Anisotropic Blurred Reflections各向异性模糊反射
- Instance Rendering代理渲染
- Render Baking to Color and Normal Maps烘培贴图生成色彩与法线
- True Lens Distortion真实的光学变形
- Physically Based Shading Model基于物理的渲染
- Fresnel effects偏移效果
- Motion Blur动作模糊
- Bloom眩光/霓虹灯
- Depth of Field景深
- Fully threaded（up to 32 threads per machine）完整的多线程/核心支持，单台电脑节点为32核心/线程，支持联网渲染（只需一台授权，其他仅为渲染副机）。
- IES（photometric）light support标准光域网IES支持
- Walkthrough mode provides steady GI solution over range of frames漫游模式可预存所有的全局照明供每一桢使用
- Network Rendering on up to 50 systems（no limit on number of cores）网络渲染支持50台节点（没有核心数限制）
- Numerous render outputs多种渲染输出格式